# Чясас, Владас Адомо
Владас Адомо Чясас (лит. Vladas Česas; 16 января 1917, Рудакяй, Ковенская губерния,Российская империя (ныне Каунасский уезд, Литва) — 8 октября 2008, Вильнюс) — литовский и советский оперный певец (лирический тенор). музыкальный педагог. Заслуженный артист Литовской ССР (1954).

## Биография
Дебютировал на сцене Каунасского музыкального театра в 1944 году в опере «Гражина» Юргиса Карнавичюса.
В 1946 году окончил вокальный класс консерваторию в Каунасе.
В 1944—1975 годах — солист Театра оперы и балета Литовской ССР.
В 1969—1991 годах (с перерывами) преподавал в Литовской консерватории. В числе его учеников — Витаутас Юозапайтис.
Гастролировал по городам СССР.
Похоронен на Антакальнисском кладбище в Вильнюсе.
За 32 года творческой деятельности создал 52 оперные партии.

## Избранные партии
- Альмавива, Герцог, Касио — «Травиата», «Риголетто», «Отелло» Джузеппе Верди
- Фауст — одноименная опера Ш. Гуно
- Гофман — «Сказки Гофмана» Ж. Оффенбаха
- Фра-Дьяволо — одноименная опера Д. Обера
- Юродивый — Борис Годунов М. Мусоргского
- Ромео — «Ромео и Джульетта» Ш. Гуно
- Ионтек — «Галька[англ.]» Монюшко
- Ленский — «Евгений Онегин» П. Чайковского
- Князь — «Русалка» А. Даргомыжского
- Андрей — «Мазера» П. Чайковского
- Молодой цыган — «Алеко» С. Рахманинова
- Водемон — «Иоланта» П. Чайковского
- Лёнька — «В бурю» Т. Хренникова
- Принц — «Любовь к трём апельсинам» С. Прокофьева
- Данила, Наглис — «Пиленай», «Вайва» В. Кловы,
- Скудутис — «Даля» Дварионаса и др.